# 望乡 (1974年电影)
《望乡》（直译：「山打根8号妓院」），1974年出品的日本电影，由东宝制作。导演为熊井启。1977年上海电影译制厂将其译为中文。
电影由山崎朋子1972年的小说改編。小说描写了明治初期九州天草群岛地区的妇女（唐行小姐）在东南亚婆罗洲山打根卖身的悲惨生活。

## 历史背景
影片反映的时间是从1907年到1974年。
从明治30年（1897）开始，直到大正9年（1920），日本黑心资本家拐卖日本妇女到海外为娼的故事。
很多贫苦人家的女儿，为了替家里还债，被迫去南洋卖身。
电影《望乡》反映的正是这段历史。

## 主要内容
研究日本女性现代史的女作家三谷圭子在熊本县天草旅游的时候偶然邂遇曾经在一个贫苦的老婆婆（阿崎婆）。阿崎婆向三谷圭子讲述自己和姐妹们在马来西亚山打根当妓女时的悲惨经历。
阿崎婆請圭子到家裡做客，她獨自住在茅草房裡，只有幾隻貓與她做伴。圭子白天幫阿崎婆幹活，晚上一起聊天。阿崎婆出生在天草，6歲喪父，為了生活，母親帶著她和哥哥矢須吉改嫁給伯父，但生活依舊非常艱難。阿崎婆為賺錢贖回土地、蓋房子、給哥哥娶媳婦，阿崎跟太郎前往南洋。阿崎婆到達婆羅洲後，被賣到8號妓院當妓女。14歲的阿崎被迫開始賣淫。後來，她愛上青年竹山秀夫，秀夫答應和她成親。
隨著日本經濟的復甦，妓院開始衰落。最後妓院轉手到妓女出身的老闆娘阿菊媽的手裡。善良的阿菊媽臨死前把自己一生積蓄分給姐妹們，並囑咐大家不要回日本，她為姐妹們在當地都修好墓碑。
阿崎之後回到天草，但是哥嫂嫌棄阿崎，擔心她會索回房子。後來，阿崎移民滿洲國，和一個皮匠成親，婚後生下一子勇治。日本戰敗投降後，在遣返回國的途中，阿崎的丈夫不幸病逝。回國後，阿崎和兒子住在京都，之後兒子卻嫌母親名聲不好，於是阿崎婆回到天草。兒子成家9年，但阿崎婆還沒有見過兒媳。
圭子在農業試驗所技師山本先生的陪同下來到山打根的日本人墓地，雜草間矗立著許多妓女墓碑，背對著祖國日本。

## 榮譽
扮演女主角阿崎婆的田中绢代得到柏林电影节最佳女主角奖。《望乡》入圍奧斯卡最佳外語片獎，但敗給黑澤明執導的《德蘇烏札拉》。
《望乡》獲得電影旬報最佳影片獎、最佳導演獎與最佳女主角獎。

## 在中国上映
1978年10月《中日和平友好条约》签订之际，1978年10月26日在中国的北京、天津、上海、沈阳、武汉、广州、成都、西安7个城市举办了第一届“日本电影周”，公开放映了《追捕》、《望乡》、《狐狸的故事》三部作品。掀起了一股风潮。1978年10月28日《人民日报》第四版刊发文章《精湛的艺术 深厚的情谊——日本电影周影片观后》（作者中国电影工作者协会孟广钧）：
与《追捕》相比，《望乡》这部影片更有深度，它描写的是从明治末期到三十年代初期被诱骗卖到南洋山打根当妓女的日本贫苦农女阿崎的苦难一生。观众看过影片后，不得不去思考：这些被压迫在最底层的日本妓女的悲惨命运是怎样造成的？如阿崎婆所说的那样，是什么“男人压迫女人”吗？不！绝对不是！阿崎和她的难姊难妹们——那些被称为“南洋姐”的妓女的悲剧不止于她们被损害被侮辱，还在于她们并不知道，她们是在用肉体维护着当时的军国主义，用肉体为军国主义的侵略扩张政策服务。到头来，却有家不能归，有国不能奔，只能客死异乡。而那些幸免于死，回到故乡的人，则被认为是民族的耻辱，遭到人们的歧视，甚至连自己的亲人也拒绝与之往来，成为被遗弃的人间孤魂！
1978年12月1日，作家巴金在香港《大公报》副刊新开个人专栏“随想录”第一篇《为<望乡>辩护》：
最近在我国首都北京和上海等大城市上演日本影片《望乡》，引起了激烈的争论，有人公开反对，有人说“映了这样的影片，社会上流氓不是更多了？”有人甚至说这是一部“黄色电影”，非禁不可。总之，压力不小。不过支持这部影片放映的人也不少，报刊的评论也起了一定的作用，因此《望乡》在今天还能继续放映，当然不会是无条件的放映，是进行了手术以后的放映。我看放映总比禁止放映好

## 演员
- 三谷圭子…栗原小卷
- 阿崎婆（北川崎）青年…高橋洋子
- 阿崎婆（北川崎）晩年…田中绢代
- 竹内秀夫…田中健
- 阿菊…水之江泷子
- 其他…小泽荣太郎，中谷一郎，岩崎加根子，浜田光夫等

## 制作
- 导演…熊井启
- 脚本…广泽荣，熊井启
- 原作…山崎朋子
- 制作…佐藤正之，椎野英之
- 音乐…伊福部昭
- 摄影…金宇满司
- 美术…木村威夫